# Río Isuela (vattendrag i Spanien, Provincia de Huesca)
Río Isuela är ett vattendrag i Spanien.   Det ligger i provinsen Provincia de Huesca och regionen Aragonien, i den nordöstra delen av landet, 300 km nordost om huvudstaden Madrid.